# Styrkesnes
Styrkesnes est une localité du comté de Nordland, en Norvège.

## Géographie
Administrativement, Styrkesnes fait partie de la kommune de Sørfold.